# 하라카와 리키
하라카와 리키(일본어: 原川 力, 1993년 8월 18일 ~ )는 일본의 축구 선수로 현재 세레소 오사카에서 J1리그의 FC 도쿄로 임대되어 활동하고 있다. 포지션은 미드필더이다.

## 구단 경력
그는 2012년부터 J리그의 교토 상가 FC, 에히메 FC, 가와사키 프론탈레, 사간 도스, 세레소 오사카, FC 도쿄에서 뛰었다.

## 국가대표팀 경력
그는 2013년 AFC U-22 축구 선수권 대회, 2014년 아시안 게임에 참가할 일본 국가대표팀에 발탁되었다.
2016년 AFC U-23 축구 선수권 대회에도 출전. 이라크와의 준결승전에서는 후반 48분에 극적인 결승골을 기록, 2-1로 승을, 일본이 2016년 하계 올림픽 본선 진출에 크게 기여하였다. 2016년 올림픽 에도 출전했다.

## 수상

### 클럽
교토 상가
- J2리그 : 3위 (2012, 2013)

가와사키 프론탈레
- J1리그 : 준우승 (2016)
- 일왕배 : 준우승 (2016)

### 국가대표팀
일본 U-23
- AFC U-23 아시안컵 : 우승 (2016)